# .bs
.bs is het topleveldomein van de Bahama's. .bs-domeinnamen worden uitgegeven door de universiteit van de Bahama's, die verantwoordelijk is. Het werd geïntroduceerd in 1991.

## Gebruik
- com.bs: commerciële organisaties
- net.bs: netwerkproviders
- org.bs: niet-commerciële organisaties
- edu.bs: educatie
- gov.bs: regering
- we.bs: iedereen